# Glossopsitta concinna
Glossopsitta concinna е вид птица от семейство Папагалови (Psittaculidae).

## Разпространение
Видът е разпространен в Австралия.